# Scodionyx mysticus
Scodionyx mysticus is een vlinder uit de familie spinneruilen (Erebidae). De wetenschappelijke naam is voor het eerst geldig gepubliceerd in 1899 door Staudinger.
De soort komt voor in tropisch Afrika.